# Invalidensäule

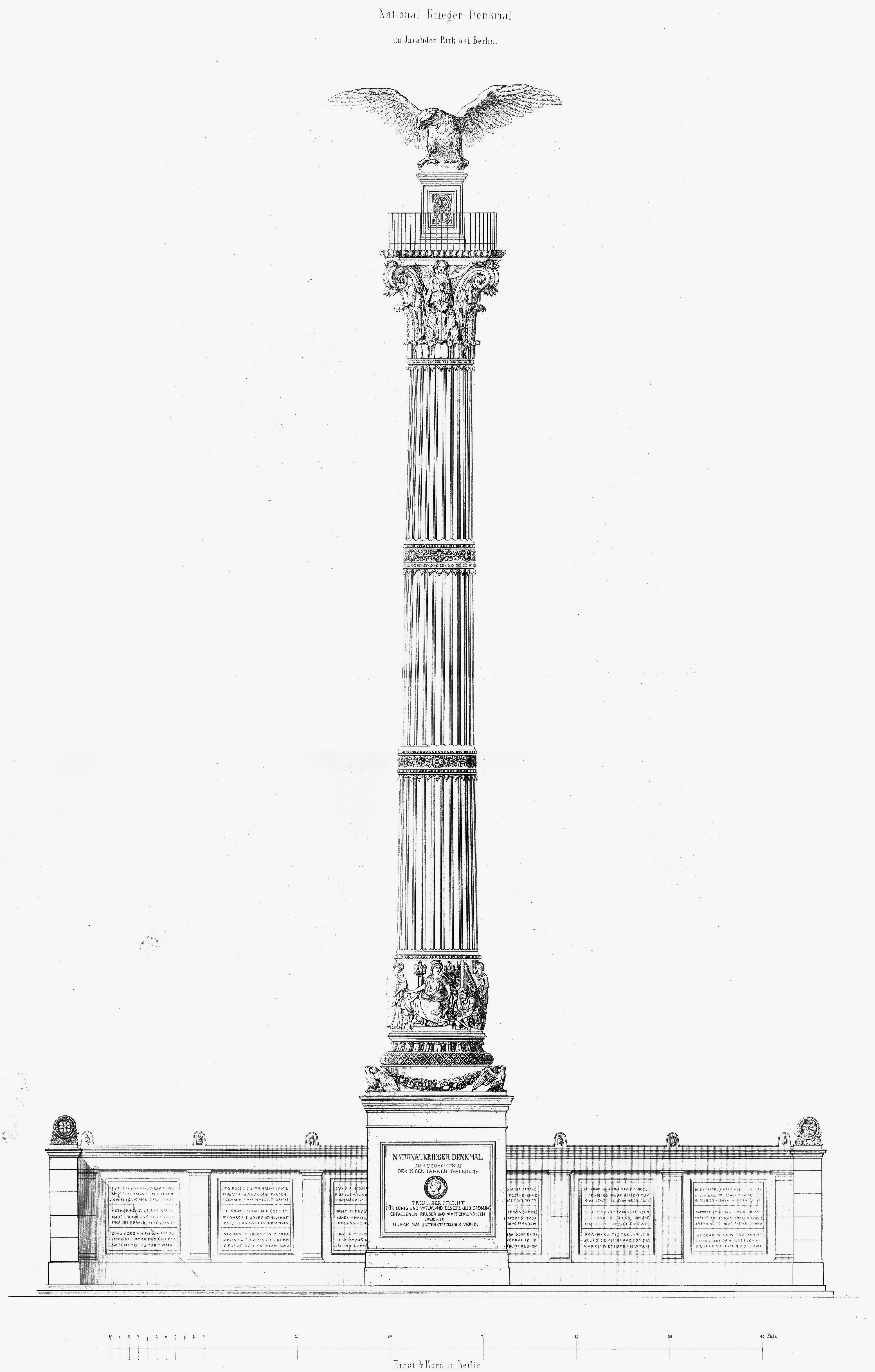
Aufriss der Invalidensäule aus der Zeitschrift für Bauwesen 1853

Die Invalidensäule, offiziell das National-Krieger-Denkmal, war ein Denkmal für alle in den Kämpfen der Jahre 1848 und 1849 gefallenen Angehörigen der preußischen Armee, umgeben von den Gräbern der 18 während der Märzkämpfe in Berlin gefallenen Soldaten. Die Säule stand im Berliner Invalidenpark, in der heutigen Habersaathstraße, etwa 60 m vor deren Einmündung in die Scharnhorststraße auf einem Rondell.
Bald nach seiner Aufstellung galt das Denkmal als eines der preußischen Nationaldenkmäler. Die Eigenschaft, Verehrungsstätte des Einsatzes der Armee gegen die Deutsche Revolution 1848/49 zu sein, engte seine gesellschaftliche Bedeutung ein. Ins „öffentliche Bewußtsein“ Berlins hatte es sich nie „eingegraben“.

## Entstehung

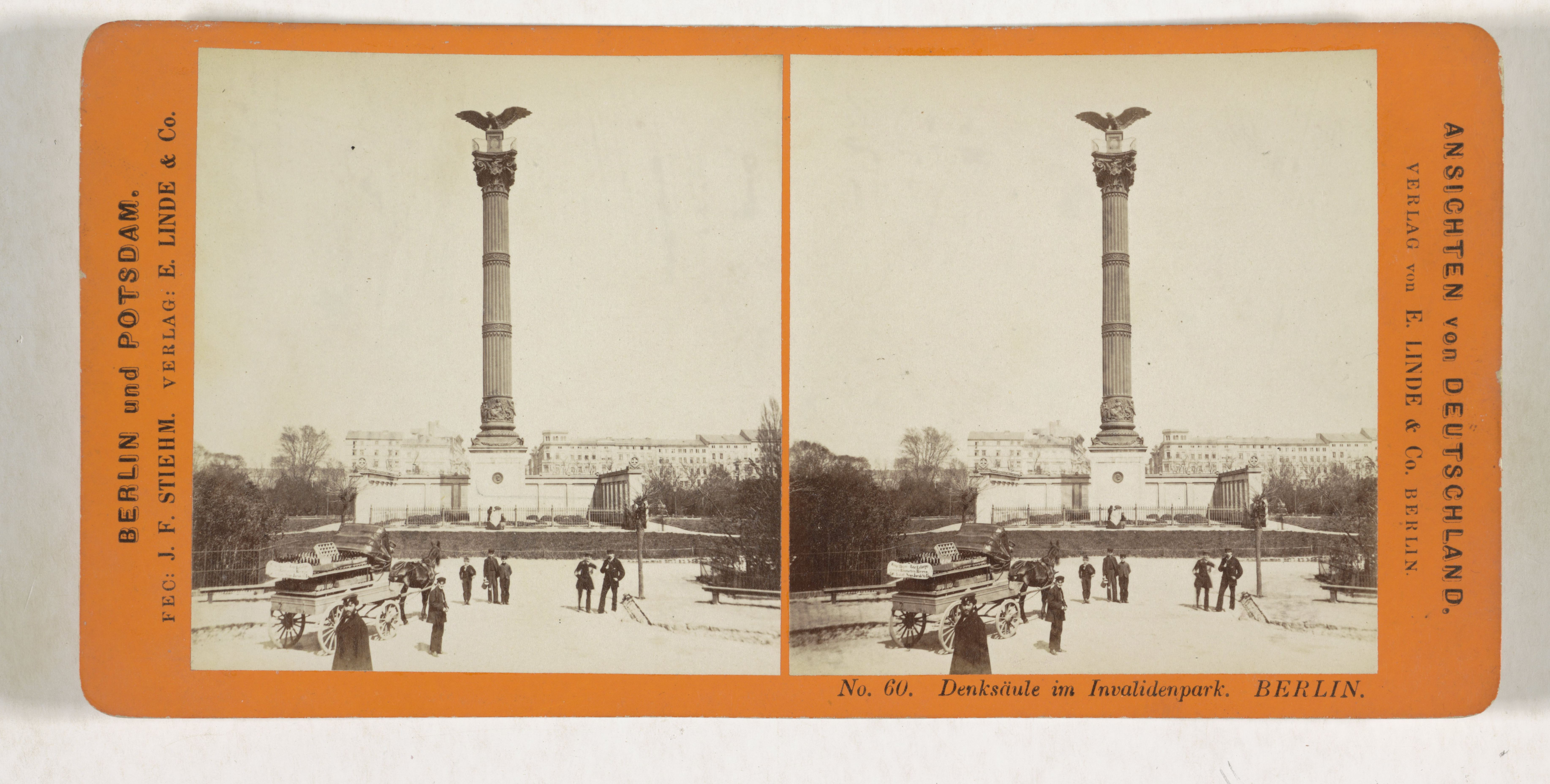
Denksäule im Invalidenpark, Aufnahme von J. F. Stiehm um 1870

In der allgemeinen Versöhnungsstimmung nach den blutigen Kämpfen vom 18. und 19. März hatte die Berliner Stadtverordnetenversammlung beschlossen, alle Opfer, Aufständische und Soldaten, Seite an Seite zu bestatten. Der Beschluss konnte jedoch gegen den Widerstand unterbürgerlicher Schichten und der preußischen Armeeführung nicht durchgesetzt werden. Es fanden an den Folgetagen unter jeweils großer allgemeiner Anteilnahme feierliche Beisetzungen der zivilen Toten auf dem Friedhof der Märzgefallenen und der Soldaten auf dem Invalidenfriedhof statt.
Ein Jahr nach den Märzkämpfen vermissten vaterländische Kreise ein Gegenstück zum Friedhof der Märzgefallenen. Unter Federführung eines privaten Vereins, der in den Territorien Berg und Mark entstanden war, wurden Spenden für die Schaffung eines Friedhofs gesammelt, an dem die toten Soldaten zusammengeführt und mit einem Denkmal geehrt werden sollten, denn außer den 15 Beerdigten auf dem Invalidenhof hatten ein Offizier und zwei Soldaten einzelne Ruhestätten auf anderen Friedhöfen. Im Laufe des Jahres 1849 entwickelte sich angesichts der Einsätze der preußischen Armee im Krieg des Deutschen Bundes mit Dänemark, gegen den Dresdner Maiaufstand und die Revolutionen in der Pfalz und Baden die Idee, an dieser Grabstätte alle dabei gefallenen preußischen Soldaten zu ehren.
Den Grundstein des Denkmals legte am 18. Juni 1850, dem „Tag von Fehrbellin und Belle Alliance“, König Friedrich Wilhelm IV. Die Säule wurde nach Entwürfen von Berthold Brunckow in den Jahren 1850–1854 unter der Leitung von August Soller und August Stüler errichtet. Die Einweihung fand am 18. Oktober 1854, dem 41. Jahrestag der Völkerschlacht bei Leipzig statt, wieder in Anwesenheit des Königs, der als Spender alle noch offenen Rechnungen ausgeglichen hatte.

## Beschreibung
Auf einem 5,96 m hohen Granit-Unterbau erhob sich ein über 33,70 m hoher, dreifach gegürteter Zylinder aus kannelierten Gusseisen-Platten, der einen Schmiedestahlzylinder umkleidete. Die doppelwandige Säule mit einem unteren Durchmesser von 2,53 m wog 70 Tonnen. Sie hatte ein korinthisches Kapitell, das als Aussichtsplattform gestaltet war. Auf ihr breitete ein Adler aus Zinkguss seine Schwingen aus. Diese Adlerskulptur, ein Symbol für Preußen und die Monarchie der Hohenzollern, war annähernd zwei Meter hoch und hatte eine Flügelspannweite von etwa acht Metern. Sie ging auf einen Entwurf von August Kriesmann zurück. Die Plattform, die „eine großartige Aussicht über die Stadt“ bot, war über eine Wendeltreppe mit 189 Stufen im Inneren der Säule, das durch Öffnungen in den Gurten beleuchtet wurde, erreichbar. Am Säulenschaft befanden sich drei Zinkgussreliefs von Albert Wolff mit symbolischen Motiven: Borussia tröstet die Hinterbliebenen und nimmt den Besiegten die Waffen ab; Minerva krönt einen der heimgekehrten Sieger; die Bräute trauern am Grabmal der Gefallenen. Die Vorderseite des Piedestals zeigte ein großes Medaillon mit dem Reliefporträt Friedrich Wilhelms IV. und die Inschrift:

„National-Krieger-Denkmal zum Gedächtniss der in den Jahren 1848 und 1849 treu ihrer Pflicht für König und Vaterland Gesetz und Ordnung gefallenen Brüder und Waffengenossen errichtet durch den Unterstützungs-Verein von Berg und Mark am 18. Juni 1852.“

Eine weitere Inschrift an der Säule lautete: „Die Armee rettete durch ihre Treue das Vaterland.“
Die 18 Grabstätten umgaben eine etwa fünf Meter hohe dreiseitige Steinmauer, auf der innen 38 Marmortafeln die Namen der 475 Gefallenen trugen, und ein abschließbares Eisengitter. Die Denkmalsanlage war tagsüber geöffnet. Die Besteigung der Säule ermöglichte der Pförtner des nahegelegenen Invalidenhauses gegen eine Spende an den Reichsinvalidenfond.

## Zerstörung
Die Invalidensäule hatte den Zweiten Weltkrieg ohne nennenswerte Schäden überstanden, wurde dann aber ein Opfer der Berliner Nachkriegspolitik. Die im Vorfeld der Spaltung Berlins aufbrechenden Gegensätze zwischen der SED und den übrigen Parteien sollten aus Anlass der Hundertjahrfeier der Märzrevolution durch ein gemeinsames Bekenntnis zum Bruch mit der Vergangenheit und die kollektive Rückbesinnung auf demokratische Traditionen der Arbeiterbewegung und des Bürgertums überdeckt werden. Zu diesem Zweck beantragte die SED-Fraktion auf der von Otto Suhr geleiteten Festsitzung der Berliner Stadtverordnetenversammlung 18. März 1948 die Beseitigung des Denkmals. Der Antrag war zuvor im Ausschuss für Volksbildung beschlossen worden und eine Abgeordnete der bürgerlichen LDPD begründete ihn mit der Feststellung, dass das Denkmal „weder ein nationales noch überhaupt ein Krieger-Denkmal gewesen sei, sondern ein Gedenkstein zur Erinnerung an die im Kampf gegen revolutionäre Kämpfer 1848 gefallenen Soldaten“. So kam es zum Abrissbeschluss, wobei die Zeitungen verschwiegen, dass die öffentlich proklamierte Einstimmigkeit bei der Abstimmung nicht festgestellt worden war. Vielmehr hatte Suhr die Forderung nach einer Gegenprobe ignoriert und im Plenum war Unruhe aufgekommen.
Von der Öffentlichkeit kaum wahrgenommen, überschattet von den Ereignissen der Spaltung Berlins, der Währungsreform und der Errichtung der Luftbrücke, verwirklichte den Beschluss am 14. August desselben Jahres eine Baufirma mit einem Seilzug, der die Invalidensäule vom Sockel riss, wodurch sie am Boden zerschellte. Ihre Trümmer wurden verschrottet und die Friedhofsanlage planiert.